# Oxymastinocerus rufotestaceus
Oxymastinocerus rufotestaceus är en skalbaggsart som beskrevs av Wittmer 1976. Oxymastinocerus rufotestaceus ingår i släktet Oxymastinocerus och familjen Phengodidae. Inga underarter finns listade i Catalogue of Life.